# Gokoku-ji
Gokoku-ji (護国寺?) es un templo del Budismo Shingon en Bunkyō, Tokio.

## Historia
Este templo budista fue establecido en 1681 por el quinto shōgun Tokugawa Tsunayoshi, quien lo dedicó a su madre. Destaca por sobrevivir a los ataques aéreos estadounidenses durante la Segunda Guerra Mundial, mientras que la mayoría de los otros sitios históricos en Tokio fueron destruidos.

## Partes destacadas

### Edificio principal

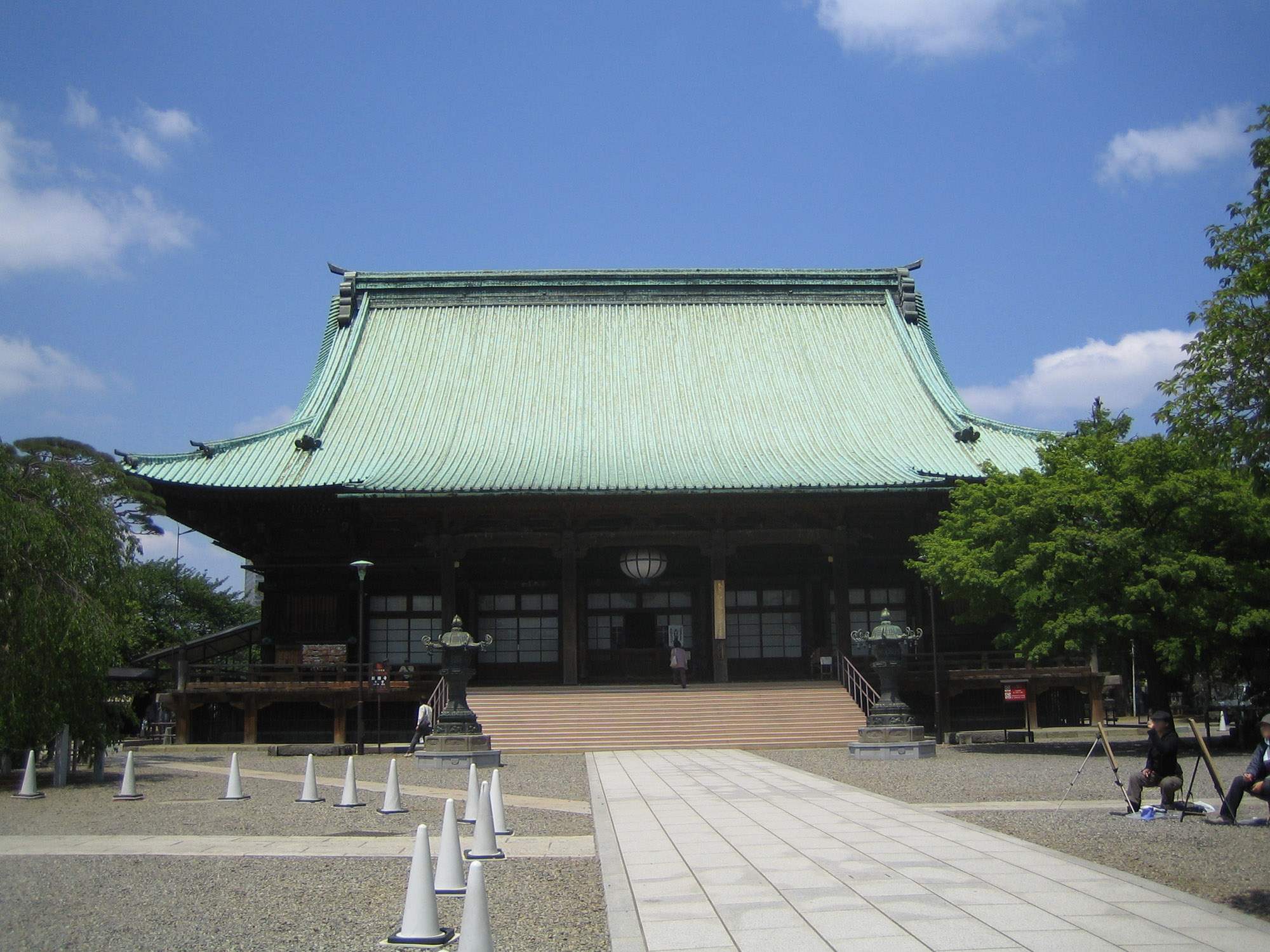
El salón principal del Gokoku-ji.

Se trata de un gran salón que tenía la finalidad de alojar una colección de arte del periodo Genroku. No ha sido modificado pese a vivir un terremoto y varias guerras.

### Tahō-tō
Fue construido en abril de 1938. Esta torre presenta parecido al Tahō-tō en el templo Ishiyama. El edificio fue diseñado por Keiichiro Ōgi.

### Sō-mon

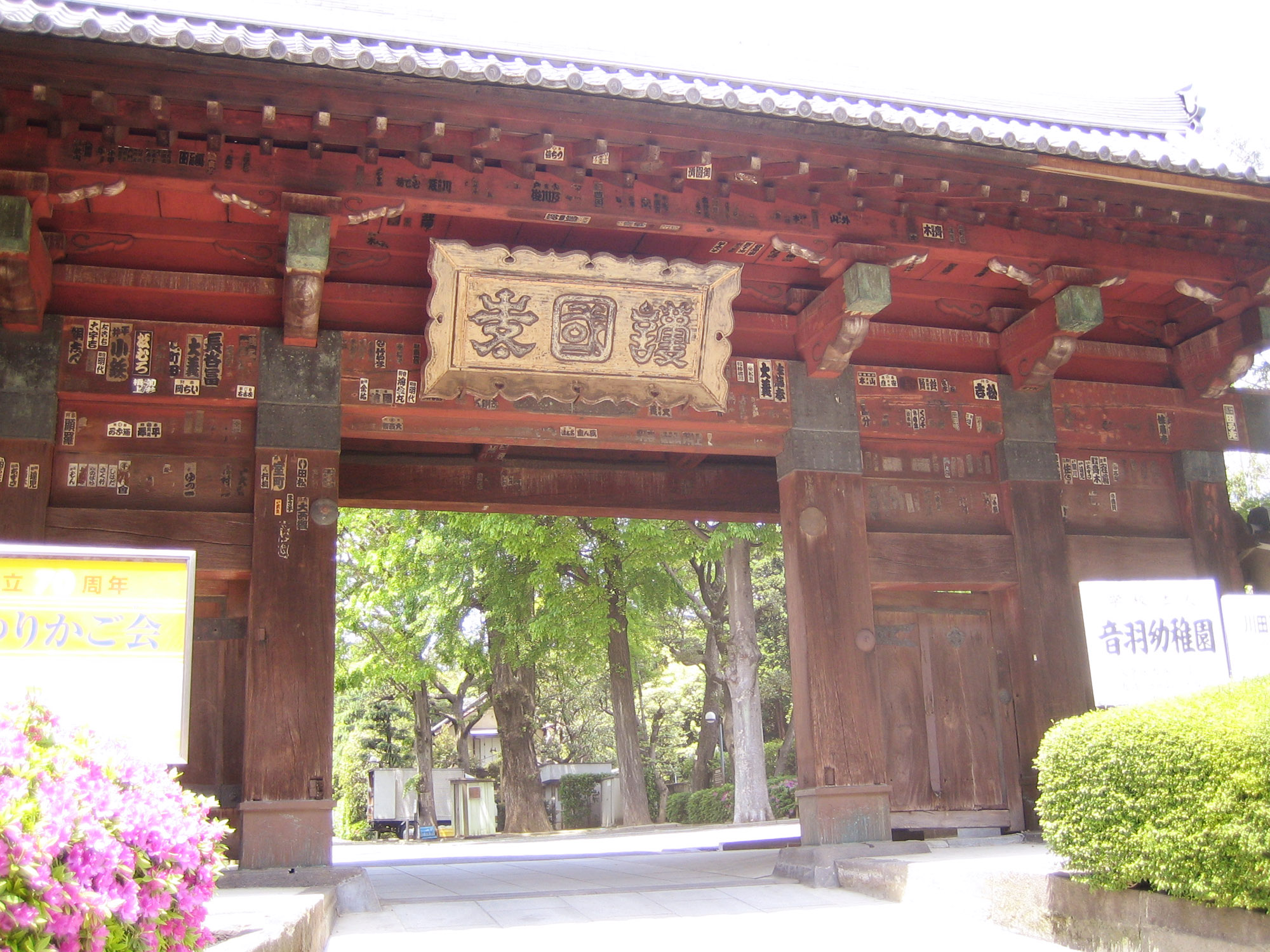
El Sō-mon, la puerta principal.

Esta puerta conduce al Hondō (edificio principal). Su estilo no es propio de santuarios y templos, sino de mansiones de los daimyo. Como la puerta estaba dedicada al quinto Shōgun Tsunayoshi Tokugawa y Keishōin, eran las únicas personas a las que se les permitía caminar a través de esta.

### Chūrei-dō
Fue construido en el otoño del año 35 del periodo Meiji. Los soldados que murieron en la Guerra de Nisshin fueron enterrados aquí. Fue edificado como un salón de culto.

### Shōrō-dō

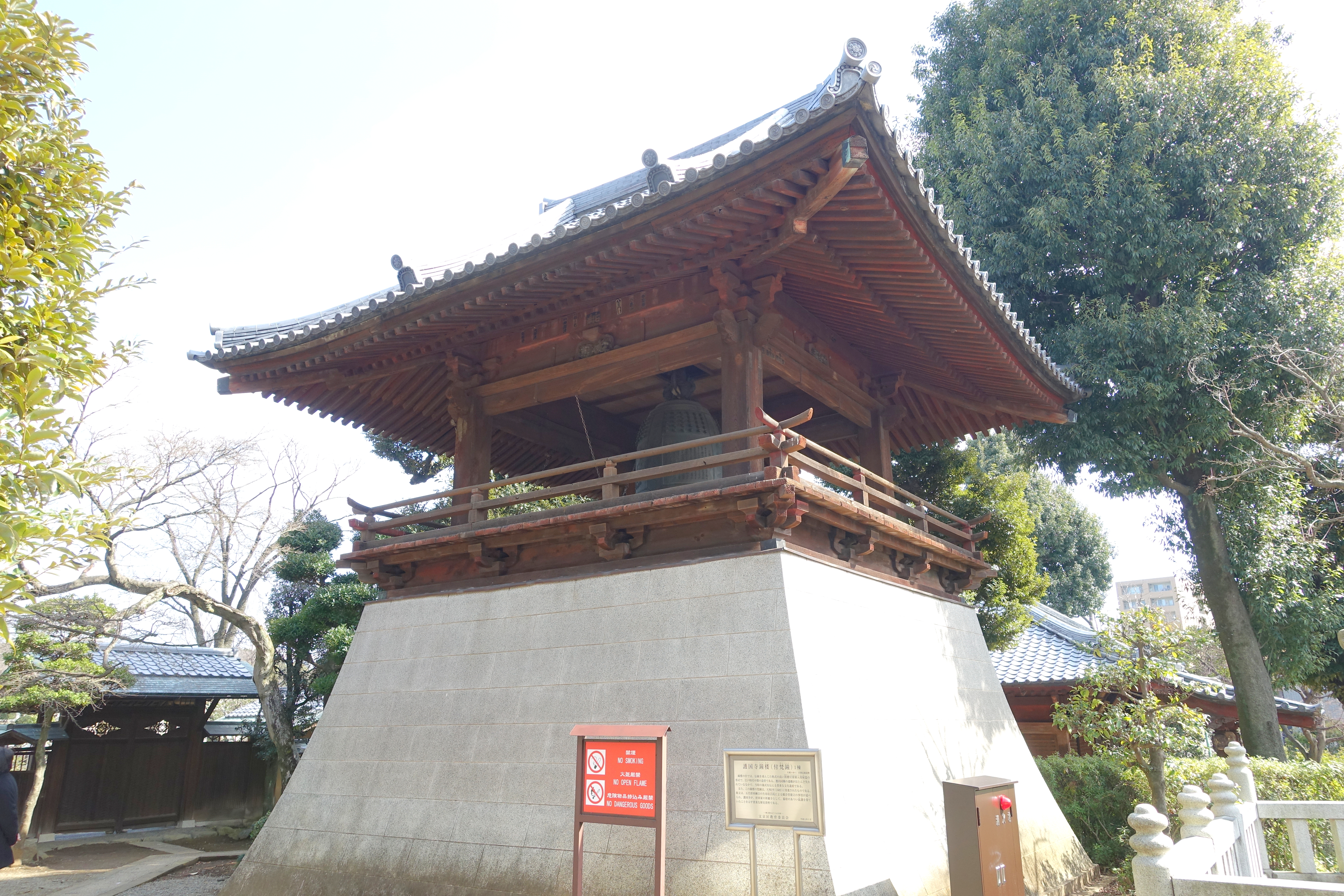
El campanario del Gokoku-ji.

Shōrō-dō es un campanario con particularidades respecto a las formas tradicionales. Está construido en estilo Irimoya y fue establecido a mediados del periodo Edo. 

## Cementerio
Como muchos templo budistas en Japón, Gokoku-ji tiene un cementerio en sus terrenos. Algunas personas célebres enterradas aquí son las siguientes:
- Sanjō Sanetomi (1837–1891), el último Daijō Daijin.
- Ōkuma Shigenobu (1838–1922), el octavo (1898) y decimoséptimo (1914–1916) primer ministro de Japón.
- Yamagata Aritomo (1838–1922), mariscal de campo en el Ejército Imperial Japonés y tercer (1889–1891) y noveno (1898–1900) primer ministro de Japón.
- Seiji Noma (1878–1938), el fundador de Kodansha.
- Masutatsu Ōyama (1923–1994), un maestro del karate y fundador del Kyokushinkai.
- Hamuro Mitsuko, concubina del Emperador Meiji.
- Hashimoto Natsuko, concubina del Emperador Meiji.